# أندرو برونسون
أندرو برونسون (بالإنجليزية: Andrew Craig Brunson)‏ هو قس أمريكي سجين في تركيا، اعتُقل في عمليات التطهير التي حدثت بعد محاولة الانقلاب في تركيا 2016. برونسون هو راعي إنجيلي في كنيسة القيامة البروتستانتية في مدينة إزمير، وهي كنيسة بروتستانتية صغيرة تضم حوالي 25 مصلياً. وهو متزوج ولديه ابنان ولدا في تركيا وكان يتأهب للتقدم بطلب إقامة دائمة في تركيا حسب قول محاميه.
اعتقلت السلطات التركية القس برونسون في أواخر عام 2016، وذلك لتهم تتعلق بانتمائه إلى تنظيم (الكيان الموازي) بحسب ادّعاءات القضاء التركي، حيث تحوّل برونسون فيما بعد إلى مادة دسمة على أجندة كلّ من الولايات المتحدة الأمريكية وتركيا. وطالب الرئيس الأمريكي ترامب خلال قمّة عقدها مع نظيره التركي رجب طيب أردوغان في شهر أيار عام 2017 بإطلاق سراح القس. وفي يوليو من عام 2018 هدد الرئيس الأمريكي دونالد ترامب تركيا بمواجهة عقوبات كبيرة ما لم تطلق فوراً سراح القس الأمريكي أندرو برونسون الذي يخضع للإقامة الجبرية في منزله في تركيا، وفي وقت سابق لوح نائب الرئيس الأمريكي مايك بنس تهديد مماثل وجهه مباشرة إلى الرئيس التركي.

## إطلاق سراحه
ذكرت صحيفة الواشنطن بوست عن وجود صفقة بين حكومة الولايات المتحدة وتركيا تسمح بالإفراج عن برونسون مقابل رفع العقوبات الأمريكية على تركيا، بعد يومين من نشر صحيفة الواشنطن بوست بوجود صفقة أمر القضاء التركي برفع كافة القيود القضائية المفروضة على القس الأمريكي أندرو برونسون وإطلاق سراحه فورا.

## وصلات خارجية
- ترامب يوجه نداءً لأردوغان عبر تويتر .. من أجل إطلاق سراح القس (أندرو برونسون).